# Processos fotogràfics alternatius
El terme procés fotogràfic alternatiu fa referència a qualsevol procés químic i foto-químic que condueix a l'obtenció impresa de fotografies.
Sovint també anomenats processos històrics o processos sense plata, els processos fotogràfics alternatius es refereixen a les tècniques primerenques d'impressió fotogràfica realitzades manualment. La majoria d'aquestes van ser inventades fa més de cent anys i van ser utilitzades pels fotògrafs pioners. Les imatges resultants tenen una qualitat pictòrica; un efecte que sovint és degut tant pel rastre de les pinzellades que queden en la pintura de l'emulsió com per les petites inconsistències i imprecisions derivades del processament manual.
Actualment, el procés d'impressió fotogràfica analògica estàndard és el procés de gelatina d'argent, i els processos digitals estàndard inclouen la impressió de pigment i les exposicions digitals a làser en paper fotogràfic tradicional.
Durant el darrer segle les càmeres han esdevingut cada vegada més automàtiques i la majoria de fotògrafs no processen ni imprimeixen les seves pròpies imatges. No obstant, fotògrafs contemporanis amb la voluntat de recuperar els processos alternatius, apliquen noves tecnologies (el negatiu digital) i practiquen les antigues tècniques amb la intenció d'aportar una autoexpressió més personal. En aquests processos alternatius antics elaborats manualment el fotògraf s'involucra directament en la selecció de materials i elabora la impressió final.

## Història

### Primers processos d'impressió fotogràfica
Cap al principi del segle xix i un cop inventada la cambra obscura, Nicéphore Niépce, un jove científic interessat en l'art, va experimentar amb aquest instrument òptic. A partir de la seva investigació juntament amb la de Louis Daguerre, s'inventà un procés d'impremta d'imatges amb argent en plaques metàl·liques.
L'any 1834 l'anglès William Henry Fox Talbot aconseguí produir paper recobert de nitrat o clorur de plata exposant-lo amb una càmera obscura. Igual que Niépce, fou capaç de produir una imatge negativa. Del que també s'adonà, però, fou de que podia imprimir-la en còpia per contacte i fer-ne una imatge positiva.
Tot i tractar-se d'un gran descobriment, tenia força limitacions (el temps d'exposició de a càmera era de moltes hores, les fotografies quedaven cremades...) i en conseqüència, el matemàtic John Herschel va investigar molts materials sensibles a la llum com a alternatives a les sals d'argent, inclosos compostos d'altres metalls nobles, colorants extrets de flors i, molt significativament, les sals de ferro de certs àcids orgànics que es produeixen de manera natural.
A mitjans del 1830, el ja anomenat Talbot, va desenvolupar un altre procés fotogràfic alternatiu practicat amb freqüència fins a la dècada del 1850; la impressió de sal. Consistia en un compost de sal amb nitrat de plata i una font de llum UV que aconseguia imatges de tons marronoses i vermelloses.
El 1839, Daguerre elaborà una de les primeres "imatges de iodur de plata" que anomenà Daguerreotip, la qualitat de la qual era bona i el temps d'exposició de "només" minuts. Seguidament (i gràcies a aquest invent) fou quan Talbot va desenvolupar el calotip (paper negatiu) el 1841, pel que va ser possible fer múltiples còpies impreses d'imatges d'una sola font.
Al següent any, el 1842, Herschel va fer el descobriment de que la llum transformava el citrat d'amoni fèrric en l'estat ferrós i que es podia utilitzar després per fer imatges permanents mitjançant la reducció d'una sal de metall noble al metall inert. Així, va fer impressions de contacte en or, plata, mercuri i en pigment prúsic blau, que va anomenar, respectivament: crisotip, argentotip, amfitriti i cianotip. Un innovador posterior, William Willis, va trobar una forma similar d'imprimir en platí i pal·ladi, creant així els coneguts processos de la platinotípia i la pal·ladiotípia (els quals van ser patentats, però, al 1873).
A l'octubre de 1843, la fotògrafa Anna Atkins es va convertir en la primera persona en imprimir i publicar un llibre il·lustrat fotogràficament (amb 424 cianotips).
El procés de gelatina d'argent va ser introduït per primera vegada l'any 1871 per Richard Leach Maddox però, l'any 1878, Charles Harper Bennett va presentar una versió millorada de l'emulsió que era més estable i sensible a la llum.
Cap a finals del segle xix es va introduir el procés de placa seca o gelatinobromur.
El 1889 W. W. J. Nicol va patentar el procés de la calotípia. En la patent original de Nicol, la impressió es desenvolupà en un bany de nitrat d'argent. Durant la dècada del 1890 va revisar i patentar altres fórmules i, en una d'aquestes, recomanà utilitzar el nitrat d'argent al sensibilitzador en lloc de al desenvolupador. Aquesta darrera revisió va resultar tant exitosa que encara és actualment el mètode utilitzat per la majoria d'impressores calotip contemporànies.

### Processos d'impressió del segle XX
El procés de la calotípia va ser molt popular a principis del segle xix però, amb el temps la seva popularitat va anar decreixent i se li va donar l'etiqueta de "platinotípia de pobres" atès que s'aconseguia una tonalitat molt similar a el platí o a el pal·ladi i proporcionava un efecte gairebé idèntic amb un cost molt inferior.
A mesura que la fotografia continuava evolucionant, el procés resultava més senzill. El 1900, Eastman Kodak va llançar la seva càmera Brownie (amb rodet de pel·lícula o film), la qual permetia disparar fotografies i, a més, qualsevol hi podia tenir accés. Un cop realitzada la fotografia, s'enviava la càmera sencera per correu convencional i l'empresa Kodak en processava el rodet de film, entregava les impressions d'aquest i recarregava la càmera. Així doncs, fotografiar amb el rodet de pel·lícula de gelatina va esdevenir més fàcil d'accedir i la majoria de fotògrafs van passar a utilitzar el film com a mitjà per capturar moments conceptualment "instantanis". Arrel de la creació de les Brownies es va popularitzar la fotografia domèstica i es va estendre l'ús de les càmeres entre la població. Aquest fet va deixar les plaques de vidre i càmeres de format més gran a un subconjunt més petit de fotògrafs. A la dècada del 1910 i 1920, a causa de diversos factors (com el cost o la facilitat de fabricació) la impressió de gelatina en argent, es va convertir en la pràctica d'impressió més comuna per a la fotografia. Aquesta evolució va significar que molts dels primers processos d'impressió deixessin de practicar-se. Sobretot van experimentar una gran davallada a partir de l'aparició de la primera càmera digital. La nova eina fotogràfica va ser desenvolupada per Kodak, que va encarregar construir-ne una a Steve Sasson el 12 de desembre de 1975.
Val a dir, però, que als anys vuitanta als Estats Units, hi va haver un interès de nou creixent que ha augmentat encara més en els darrers anys. Els kits de processament de pràcticament tots els processos mai utilitzats estan disponibles al mercat. Tot i que alguns són bastant cars, no hi deixen d'haver compradors. Un dels més prominents en particular és el de la platinotípia, el conjunt de productes químics de processament del qual costa uns 130 dòlars.

### Actualitat
Generalment, en les passades dècades els processos alternatius van ser considerats obsolets i, si es volia imprimir una imatge mitjançant algun dels processos anteriors, trobar els materials requerits era complicat. Fa vint-i-cinc anys pràcticament totes les fotografies de belles arts s'imprimien en papers argentats proporcionats per grans empreses com Eastman o Agfa, fins que aquestes eliminaren els materials alternatius dels seus catàlegs.
Ara, a l'alba del segle xxi, els processos històrics de la indústria fotogràfica s'enfronten al repte comercial que presenta la fotografia digital i a la nova tecnologia de la imatge electrònica. Els fotògrafs, tant aficionats com professionals, s'allunyen de les tradicions de cent cinquanta anys enrere, de la química i de la cambra fosca i s'apropen a la via electrònica de l'escriptori. És evident que aquesta via aporta grans avantatges en quant a la comoditat d'adquisició i transmissió. Malgrat les facilitats, possibles complicacions poden sorgir a llarg termini, derivades de problemes d'emmagatzematge, conservació i accessibilitat dels fitxers codificats digitalment. Es desconeix quant temps serà sostenible el nou format d'arxius digitals i com seguirà el ritme de l'alta tecnologia que avança i canvia constantment en la indústria informàtica. Contràriament, el negatiu fotogràfic tradicional es pot emmagatzemar, manipular i reimprimir a qualsevol lloc i en qualsevol moment amb tan sols la tecnologia més bàsica.
Darrerament, la fotografia ha començat a obtenir una major acceptació com a forma d'art i molts artistes s'han vist atrets per la naturalesa experimental dels processos històrics. Per sort, la major part d'aquest treball inicial es va documentar i compartir en algunes revistes fotogràfiques, textos històrics arxivats en biblioteques i projectes d'arxius en línia. Com que gran part de la informació original no s'ha perdut, s'ha pogut continuar utilitzant alguns d'aquests mètodes històrics per crear impressions fotogràfiques. Els practicants revivalistes van reescriure les receptes de fórmules històriques del llenguatge fotogràfic del segle xix per a un públic contemporani.
Recentment i tal com va succeir als Estats Units, hi ha hagut un gran auge de l'ús de processos fotogràfics alternatius a les galeries que venen o exposen fotografia d'art. Aquest mercat ha augmentat la competència entre galeries i fotògrafs. Avui en dia, les fotografies artesanals de processos alternatius es venen i, de nou, es considera un mitjà fotogràfic altament desitjable pels col·leccionistes. Atès que el resultat obtingut de les tècniques no es pot obtenir amb imatges digitals, s'ha creat certa fascinació per aquesta intersecció entre l'art i la química tant per la seva bellesa com per la seva permanència.

## Tècniques
Principals processos d'impressió per contacte:

### Còpia a l'albúmina
Inventada el 1850 i utilitzada comunament a finals de segle xix, la còpia a l'albúmina és un tipus d'impressió feta de paper fotogràfic recobert d'albúmina (clara d'ou). El procés consisteix a cobrir un full de paper amb albúmina (clara d'ou), fent que la superfície de el paper quedi brillant i llisa. A continuació, es recobreix amb una solució de nitrat de plata. L'albúmina i el nitrat de plata formen sals de plata sensibles a la llum en el paper. Quan un negatiu sobre placa de vidre es col·loca directament sobre el paper i s'exposa a la llum, forma una imatge en positiu sobre el paper.
Es va fer popular perquè produïa una imatge nítida i es va emprar molt per retrats d'estudi i també pel tiratge de còpies de vistes de ciutats, monuments i obres d'art.

#### Materials necessaris[9]
- Kit de còpies a l'albúmina Arxivat 2019-12-09 a Wayback Machine. (inclou instruccions i tota la química necessària)
- Solució d'encolat / salat
- Clares d'ou
- Clorur o sal d'amoni
- Aigua destil·lada
- Àcid acètic
- Citrat de sodi
- Sensibilitzador
- Nitrat de plata
- Gotes de 6.5-7% de dicromat de potassi
- Comptagotes

Procediment
1. Recobrir un tros de paper, normalment de cotó 100%, amb l'emulsió de clara d'ou (l'albúmina) i sal.
2. Assecar el paper, fet que permet que l'albúmina el segelli i crea una superfície brillant perquè el sensibilitzador hi quedi recolzat.
3. A continuació, submergir el paper en una solució de nitrat de plata i aigua. Això fa que la superfície sigui sensible a la llum ultraviolada.
4. Aleshores, assecar el paper en la foscor completa.
5. Col·locar el paper preparat en un marc en contacte directe amb un negatiu.
6. Exposar-ho a la llum fins que la imatge assoleixi el nivell desitjat de foscor.
7. Finalment, banyar el paper amb tiosulfat de sodi per fixar l'exposició de la impressió, evitant que s'enfosqueixi més.

### Cianotípia[11]
Conegut possiblement com el procés històric més simple, la cianotípia és un procés basat en ferro que consisteix en un mètode de còpies de contacte per mitjà de negatius o fotogrames i un compost químic de ferricianur de potassi (solució B) i citrat d'amoni fèrric (solució A) que li aporta tons blaus molt característics.

#### Materials necessaris[1]
- Kit de cianotips de Photographer's Formulary (model 07-0090, inclou instruccions i tota la química necessària)
- Un negatiu (per a la impressió de contacte) o un objecte (per a un fotograma)
- Paper lliure d'àcids pesants (paper addicional per a fulls de prova)
- Ulleres de seguretat
- Guants
- Pinzell o escuma
- Dos contenidors d'emmagatzematge
- Diversos vasos de mesurament per a la barreja
- Estri per barrejar
- Comptagotes per mesurar els mil·lilitres.
- Llum del sol o font de llum ultraviolada
- Una impressora de contacte o una fulla de vidre
- Aigua (per obtenir millors resultats, es recomana aigua destil·lada)
- Opcional: un envàs (pel dicromat de potassi que es pot afegir a una solució per tal d'aconseguir una impressió d'alt contrast. Es troba inclòs en el kit i es descriu a les instruccions d'aquest)
- Un assecador

#### Procediment[12]
1. Combina quantitats iguals de solucions A i B.
2. Remullar paper o tela en una safata amb les solucions combinades o aplicar-les amb un pinzell. És recomanable fer algunes tires de prova per utilitzar-les posteriorment per fer una prova dels temps d'exposició.
3. Assecar el material lluny de la llum. Es pot utilitzar un assecador o ventilador per reduir el temps d'assecat. El recobriment sec ha d'adoptar un color groc brillant.
4. Cal tenir en compte que el cianotip és un procés negatiu i, per tant, les zones on la llum no colpeja el material sensibilitzat romandran blanques.
5. Fer una còpia de contacte posant un negatiu en el material sensibilitzat.
6. Exposar-ho a una llum solar intensa o a llum ultraviolada fins que els alts valors quedin una mica massa foscos i les ombres comencin a invertir-se.
7. Rentar-ho amb aigua fins que no quedi el residu groc de les zones no exposades. La impressió continuarà d'un blau suau platejat. A mesura que s'assequi, s'oxidarà i es tornarà d'un blau més intens.
8. Opcional: intensificar i il·luminar els punts més destacats per desenvolupar de forma més completa la imatge blava banyant el cianotip imprès amb una solució de lleixiu i aigua domèstica (1/32) o 3% de peròxid d'hidrogen. Després d'aproximadament un minut al bany intensificador, traieu la impressió i renteu-la a l'aigua plana de vint a trenta minuts.
9. Assecar la impressió acabada. Generalment, apareixerà més fosca quan estigui totalment seca.

### Platinotípia / Pal·ladiotípia
Procés d'impressió monocroma per contacte i força costós degut als materials que són necessaris per dur-la a terme, sobretot pel platí. És considerat com el més noble de tots els processos químics de formació d'imatges, per seva àmplia qualitat tonal i la seva estabilitat temporal. Requereix una impressió per contacte; un negatiu de format mitjà-gran que es posa en contacte directe amb l'emulsió sensible. El grup de metalls del platí són molt estables enfront a les reaccions químiques que poden degradar la impressió, fins i tot més estables que l'or. Es calcula que una imatge de platí, realitzada correctament, es pot preservar durant milers d'anys. La imatge final del platí té un acabat absolutament mat amb un dipòsit de platí absorbit lleument al paper.<
Cal anomenar que d'aquest procés en va derivar un anomenat Ziatip (Ziatype en anglès) que va ser probablement el procés d'impressió d'obres d'art més popular de segle XXI. Produeix una impressió similar a la platinotípia/pal·ladiotípia però es distingeix d'aquestes principalment perquè es tracta d'un procés P.O.P (Printing Out Paper). És a dir, que els valors de la imatge es realitzen per complet al final de l'exposició en raigs ultraviolats i que es pot definir la densitat final i l'aspecte de la imatge mitjançant un control durant la fase d'impressió. El Ziatip és més flexible que el procés tradicional, té una major gamma cromàtica, mostra menys gra en la imatge i és més fàcil de manejar. El desenvolupament químic no és necessari amb la tècnica del Ziatip i les probabilitats d'una impressió exitosa són força altes.

#### Materials necessaris[15]
- Kit del procés del platinotip Arxivat 2019-12-09 a Wayback Machine. (inclou instruccions i tota la química necessària)
- Un negatiu
- Solució de sals de pal·ladi i oxalat fèrric
- Sensibilitzador d'oxalat fèrric
- Llum ultraviolada o solar
- Paper
- Pinzell
- Desenvolupador amb citrat d'amoni
- Safata de desenvolupament
- Marc amb ressort de subjecció per mantenir el paper d'impressió estretament pressionat contra el negatiu durant l'exposició
- Assecador
- Aigua

#### Procediment[15]
1. Imprimir un negatiu en un film clar.
2. Revestir un full de paper amb una solució que sigui una combinació de sals de pal·ladi i oxalat fèrric, que proporciona la sensibilitat a la llum ultraviolada i ajuda a gestionar el contrast.
3. Col·locar el negatiu sobre el paper i utilitzar un marc per exposar-ho a la llum ultraviolada.
4. Deixar que es desenvolupi el procés químic sota la llum durant aproximadament dos minuts.
5. Esbandir la solució i netejar-la bé amb aigua.
6. Un cop neta, el darrer pas és assecar-la.

### Paper a la sal oSalt print
La impressió de paper en sal (desenvolupada per Talbot) va ser el procés fotogràfic dominant de 1839 a 1860 per produir imatges positives en paper.
El procés d'impressió en sal es confon sovint amb el calotip, tècnica elaborada lleugerament més tard, al 1841. No obstant, el paper de calotip utilitzava iodur de plata en lloc del clorur de plata i era un procés de desenvolupament, no un procés d'impressió, com és el de paper a la sal.

#### Materials necessaris[16]
- Kit del procés de paper a la sal (inclou instruccions i tota la química necessària)

- Aigua (tant d'aixeta com desmineralitzada o destil·lada)
- Sal
- Paper sense àcids que es pugui mantenir immers en aigua durant mitja hora
- Nitrat d'argent
- Fixador de tiosulfat de sodi
- Àcid cítric
- Un negatiu
- Un marc

#### Procediment[16]
1. Barrejar una solució de sal del 2% (per exemple, 20 g de sal marina per 1 litre d'aigua) i vessar-la en una safata.
2. Submergir un full de paper a la superfície.
3. Penjar o deixar-lo pla per a que s'assequi completament.
4. Barrejar una solució de nitrat d'argent amb d'aigua desmineralitzada i una altra d'àcid cítric també amb aigua desmineralitzada.
5. Combinar les dues solucions.
6. Mantenir-ho a les fosques o a baixa llum.
7. Raspallar uniformement el paper amb la solució de nitrat de plata.
8. Deixar que el paper s'assequi a les fosques.
9. Col·locar el paper sensibilitzat en un marc d'imatge, posar el negatiu al damunt i mantenir-lo pressionat amb el panell de vidre del marc.
10. Exposar el paper a la llum del sol fins que les parts clares quedin gairebé negres.
11. Introduir la impressió a una habitació poc il·luminada
12. Rentar-la en una safata amb aigua.
13. Fixar amb la solució de tiosulfat de sodi uns 10 o 15 minuts.
14. Rentar de nou i penjar per a que s'assequi.

### Van Dyke
Variant en ferro del procés d'impressió en plata que primer dona una imatge en ferro i després la converteix en una imatge de metall de plata. El procés va rebre diversos noms. Sovint se l'anomenava "paper d'impressió sèpia" pel color marró groguenc clar de la imatge, amb el temps, però, va rebre altres noms per part dels qui escrivien al respecte; "impressió marró", "calotip desenvolupat en aigua", "imitació de calotip" i "impressió marró Van Dyke". Aquest últim va sorgir d'una versió del procés que va produir un pigment de color d'impressió marró fosc molt semblant al de d'una pintura amb aquest nom. El nom amb el que els fotògrafs i escriptors s'hi han referit més comunament fins avui dia és "impressió marró" (Brown print). Juntament amb el cianotip, és probablement el procés d'impressió més senzill i més fàcil de preparar individualment. Gairebé qualsevol barreja dels seus ingredients químics produeix una imatge.

#### Materials necessaris[18]
- Kit del procés Van Dyke Arxivat 2019-12-09 a Wayback Machine. (inclou instruccions i tota la química necessària)

- Un negatiu dens i contrastat
- Sensibilitzador VDB
- 3% de fixador fotogràfic de tiosulfat de sodi
- Aigua
- Dues plaques de vidre
- Sol o font ultraviolada alternativa
- Raspall/Pinzell d'escuma
- Paper d'aquarel·la per sensibilitzar
- Safates de plàstic
- Comptagotes
- Guants

#### Procediment[18]
1. Barrejar cada solució sensibilitzadora. El sensibilitzador Vandyke Brown és una solució de tres parts (part A Solució: Aigua destil·lada de 100 ml i 27g de citrat d'amoni fèrric, part B Solució: Aigua destil·lada de 100 ml i 4,5 g d'àcid tartàric, part C Solució: Aigua destil·lada de 100 ml i 12g de nitrat de plata)
2. Un cop barrejat el contingut de cadascuna, cal afegir el de la solució B amb el de la solució A, en una ampolla de vidre.
3. A continuació, afegir la solució C a l'ampolla
4. Tapar i etiquetar la solució. El sensibilitzador Van Dyke pot conservar-se fins a un any si es guarda i es refrigera entre usos.
5. Recobrir el paper emprant un comptagotes amb el que introduir entre 40 i 50 gotes del sensibilitzador en un vas.
6. Abocar el sensibilitzador lateralment al llarg de la superfície del paper.
7. Amb un raspall lleugerament humit, seguir estenent el sensibilitzador, raspallant de costat a costat fins que la superfície del paper ja no tingui la brillantor del sensibilitzador o aquest ja no deixi restes al raspall.
8. Assecar la superfície del paper amb un assecador de molt baixa temperatura durant uns 10-15 minuts.
9. Sota la mateixa llum que es fa servir pel recobriment, posar el negatiu que s'ha d'imprimir a la superfície de paper recobert. Fixar el paper i el negatiu entre dos plaques vidre per tal que el negatiu no es mogui durant l'exposició.
10. Situar la impressió a la llum solar durant 3-5 minuts com a mínim. A mesura que la impressió va rebent llum ultraviolada, la part sensibilitzada del paper passarà d'un color verd pàl·lid a un d'ataronjat i finalment arribarà a un to marronós. En aquest punt, la impressió és a punt pel rentat.
11. Rentar-la i submergir-la en una safata plena d'aigua durant 2-3 minuts. Immediatament després, la impressió comença a adoptar un color marró sèpia i perd contrast.
12. Traslladar la impremta en una solució del 3% de tiosulfat de sodi. La impressió s'enfosquirà, el marrons càlids passaran a més foscos i el contrast de la imatge tornarà. La fixació de la imatge requereix només entre 20 segons i 1 minut.
13. Traslladar a una altra safata i rentar la imatge durant 30-40 minuts en aigua. de l'aixeta.
14. Penjar la impressió per tal que s'assequi durant una nit.

### Impressió en clorofil·la
El procés d'impressió en clorofil·la és un procés fotogràfic orgànic, les impressions del qual s'aclareixen per la llum solar directament en la superfície de les fulles mitjançant un positiu.

#### Materials necessaris
- Fulles

- Positiu (preferentment d'elevat contrast)
- Marc d'impressió per contacte
- Làmines de vidre
- Tisores
- Paper

#### Procediment
1. Escollir una fulla.
2. Seleccionar una imatge i crear un positiu.
3. Ajustar el positiu a la fulla i comprimir-la amb el marc d'impressió per contacte entre dues plaques de vidre.
4. Col·locar-lo en un espai amb llum solar directa durant 24 hores.
5. Comprovar que el procés s'ha efectuat correctament i retirar el positiu amb cura.
6. Deixar que s'assequi.

### Goma bicromatada
Es tracta d'una tècnica d'impressió fotogràfica noble. Conté en les seves propietats sals de crom (bicromat potàssic i amònic) que al barrejar-se amb goma aràbiga es torna insoluble a ser exposada a la llum ultraviolada o a la llum solar. A aquesta emulsió fotosensible se li afegeix un pigment soluble en aigua (aquarel·la, tinta xinesa o guaix) que aporta el to i color a la còpia sobre paper, tela o altres materials porosos. La singularitat del procés rau en l'addició de pigment soluble en aigua anomenat (de qualsevol color) a l'emulsió. Es poden produir nombrosos tons afegint capes al paper diverses vegades i entre exposicions.

#### Materials necessaris[20]
- Kit del procés de goma bicromada Arxivat 2019-12-09 a Wayback Machine. (inclou instruccions i tota la química necessària)
- Goma aràbiga
- Solució dicromada d'amoni
- Pigments hidrosolubles
- Assecador o ventilador
- Raspall
- Paper

#### Procediment[20]
1. Amb el negatiu preparat, combinar una part de goma aràbiga, una de dicromat i una mica d'aquarel·la des d'un tub.
2. Remenar i barrejar periòdicament mentre s'usa.
3. Raspallar l'emulsió el més ràpid i uniforme possible sobre el paper, ocupant una superfície lleugerament major que el negatiu.
4. Deixar que s'assequi.
5. Usar un ventilador o un assecador a baixa temperatura per accelerar el procés.
6. Posar el negatiu a sobre de l'emulsió i assegurar-se que hi té bon contacte. Inseriu-la a la impressora de contacte o entre dues plaques de vidre.
7. Exposar la imatge a una font de llum ultraviolada o solar entre 1 i 3 minuts.
8. Treure la impressió i esbandir l'emulsió durant 5-10 segons sota un raig d'aigua.
9. Posar el paper de cap per avall en una safata amb aigua de 5 a 15 minuts.
10. Repetir aquest darrer pas fins que s'obtingui el resultat desitjat.
11. Penjar la impressió per a que s'assequi.

### Col·lodió humit
El procés fotogràfic de col·lodió és un dels més antics. Consisteix en afegir un iodur soluble a una solució de col·lodió (nitrat de cel·lulosa) i recobrir una placa de vidre o material fotogràfic amb la barreja que, un cop sensibilitzada i exposada amb un negatiu, el revela. El col·lodió s'utilitzà normalment en la seva forma humida, però també es podia emprar en forma seca, malgrat que el temps d'exposició era molt més llarg. Això va fer que la forma seca no fos convenient de cara al treball de retrat de la majoria dels fotògrafs professionals al segle xix. El seu ús, doncs, va limitar-se a la fotografia de paisatges i altres aplicacions especials.
Els negatius de col·lodió humit sobre vidre es varen valorar molt atès que la transparència del vidre produïa una alta resolució en el detall, tant en les zones il·luminades com en les ombres de les impressions resultants.
Una modificació del procés, en el qual el negatiu encara subexposat va ser revestit amb un paper negre, formà una derivació del procés de col·lodió que resultà molt popular, l'ambrotip. El mateix va succeir al recobrir el negatiu amb metall d'alumini lacat de negre, creant així el ferrotip. D'ambdós s'obtenia un positiu gràcies a la placa negra.

#### Materials necessaris
- Kit del procés de col·lodió humit Arxivat 2019-12-09 a Wayback Machine. (inclou instruccions i tota la química necessària)
- Màscara que protegeixi de respirar productes químics.
- Guants
- Cambra fosca.
- Càmera de format de gran format subjectada en un suport.
- Llum vermella
- Placa de gravat
- Solució de col·lodió
- Nitrat de plata
- Desenvolupador de plaques humides
- Fixador
- Guants de goma
- Font de llum: llums d'estudi o llum natural

#### Procediment
1. Crear un negatiu.
2. Netejar la placa de vidre.
3. Vessar-hi el col·lodió.
4. Banyar-ho en nitrat de plata i deixar-ho actuar durant 3 minuts perquè es torni sensible a la llum.
5. Encendre la llum vermella i apagar qualsevol altre llum.
6. Treure la placa del bany i posar-la en un suport de film de càmera.
7. En aquestes condicions, disparar una fotografia des del suport.
8. Tornar a la cambra fosca, treure la placa i cobrir-la amb el revelador.
9. Rentar amb aigua fins que a la placa no hi quedi revelador.
10. Deixar que es reveli i assecar.

Altres processos d'impressió: 

### Gelatina d'argent
El procés de gelatina de plata o d'argent és un procés fotogràfic que utilitza una suspensió de sals de plata en gelatina que es recobreix sobre un suport com vidre, plàstic o pel·lícula flexible, paper baritat o paper recobert amb resina. Aquests materials sensibles a la llum són estables en condicions normals de conservació i poden ser exposats i processats fins i tot molts anys després de la seva fabricació. Això contrasta amb el procés de placa humida de col·lodió, que havia de ser exposat i desenvolupat immediatament després del recobriment.

### Impressió al carbó
La impressió al carbó, precursora de la goma bicromatada, és un antic procediment fotogràfic que consisteix a submergir un teixit o paper en una solució col·loidal de dicromat de potassi per obtenir el seu sensibilització a la llum. Aquesta solució incorpora a més carboni, colorant i gelatina. Aquesta gelatina és pigmentada, en comptes de ser de plata o altres partícules metàl·liques suspeses en una capa uniforme de gelatina, com altres processos com la gelatina d'argent.
El desenvolupament d'aquest procediment va ser utilitzat per imprimir fotografies fins a l'arribada d'altres sistemes com la impressió òfset o litografia.

### Litografia oLith Print
Una impressió litogràfica és un procés alternatiu en gelatina de d'argent que dona un resultat característicament sobreexposat. Les impressions sovint obtenen tons molt difícils d'aconseguir sense tonificar i, en algunes ocasions són inclús inabastables si no és mitjançant aquesta tècnica. Les impressions poden presentar una gran varietat tonal. El resultat final depèn dels materials que s'utilitzin i de la impressora.

#### Materials necessaris
- Kit del procés Lith Print(inclou instruccions i tota la química necessària)
- Un negatiu
- Una cambra fosca funcional
- Paper (És recomanable que sigui del fabricant Foma)
- Desenvolupador litogràfic (Fotospeed LD20, Rollei Creative Lith, Moersch SE5, Moersch Easy Lith...
- Productes químics estàndard per a l'habitació fosca
- Safata

### Bleach bypass
El procés de Bleach bypass, també conegut com a omissió del blanqueig o retenció de plata, és un efecte químic que comporta ometre parcialment o completament la funció del blanqueig durant el processament d'una pel·lícula en color. D'aquesta manera, la plata es conserva a l'emulsió juntament amb els colorants de color. El resultat és una imatge en blanc i negre sobre una imatge en color. Les imatges solen quedar reduïdes de saturació i latitud d'exposició, juntament amb un major contrast i granulat.
El resultat visual i estètic d'aquest procés ha creat interès en el sector cinematogràfic i s'ha utilitzat en pel·lícules com ara Salvem el soldat Ryan.

### Caffenol
Caffenol és el terme utilitzat per referir-se al procés fotogràfic alternatiu que té una combinació química de cafè de cristalls instantani, soda, aigua i, opcionalment, vitamina C en pols (també anomenada Caffenol-C). El seu major avantatge és que es tracta d'un compost de productes exponencialment menys nocius pel medi ambient, ja que no empra productes químics com la majoria de reveladors convencionals. Així doncs, aquesta eficaç alternativa té com a resultat final una impressió granulada en blanc i negre que pot ser elaborada des de casa.

### Bromoli
És un procés d'impressió alternatiu que va ser creat per solucionar inconvenients que presentava el seu predecessor, el procés d'impressió a l'oli (aquest requeria que el negatiu fos de la mateixa mida que la impressió final perquè la mida mitjana no era prou sensible a la llum com per fer ús d'una ampliadora). Així doncs, a principis del segle XX s'introduí la tècnica del bromoli, que parteix d'una impressió desenvolupada corrent, que posteriorment s'ha d'exposar sobre un paper de bromur de plata. Aquest després es blanqueja, s'endureix i es fixa químicament. Quan s'entinta la impressió encara humida, les àrees més fosques (que són les més seques) absorbeixen la major quantitat de tinta, mentre que les àrees més humides es converteixen en les més il·luminades.
Els processos d'impressió a l'oli i bromoli creen imatges suaus que recorden a l'estil pictòric, però amb les qualitats distintives d'una fotografia.

#### Materials necessaris
- Kit del procés Bromoli Arxivat 2019-12-09 a Wayback Machine.(inclou instruccions i tota la química necessària)

### Resinotip
El resinotip és un procés alternatiu derivat del bromoli que deixa a la fotografia un aspecte vellutat i un to verd característic. Va tenir la seva màxima difusió durant les primeres dècades del segle xx. El seu inventor, Rodolfo Namias va descobrir que la gelatina no insolubilitzada podria retenir matèria resinosa i greixosa en partícules millor que la gelatina insolubilizada. L'aspecte que proporcionen els col·loides dicromats no exposats per acceptar un pigment insoluble, permet visualitzar una impressió que mostra les arrels de la fotografia.

### Procés creuat
El procés creuat (sovint abreujat Xpro) consisteix en processar una pel·lícula amb productes químics equivocats de manera intencionada, generant interessants i imprevisibles canvis de color. Permet processar lliurement de pel·lícules fotogràfiques en una solució química destinada a un tipus diferent de pel·lícula. L'efecte del procés creuat va ser descobert de manera independent per molts fotògrafs diferents, usualment per error, a l'època del C-22 i l'E-4. Les fotografies resultants es caracteritzen pels colors antinaturals i els alts contrastos. Cada una d'elles difereixen en el seu acabat visual, ja que hi ha molts factors determinants com la marca i el tipus de la pel·lícula utilitzada, la quantitat de llum exposada a la pel·lícula i el producte químic utilitzat per desenvolupar-la. Actualment es poden aconseguir efectes similars amb filtres digitals.

### Doble exposició
La doble exposició és una tècnica fotogràfica que consisteix en la superposició de dues exposicions per crear una sola imatge. Se'n obtenen resultats molt interessants i permet al fotògraf produir imatges mirall i espectrals que es mostren d'una manera única que no es pot aconseguir amb una sola fotografia.

### Redscale
Redscale és una tècnica fotogràfica en la que la pel·lícula s'exposa intencionadament pel costat equivocat, és a dir, l'emulsió s'exposa a través de la base de la pel·lícula. Normalment, això es duu a terme enrotllant la pel·lícula a l'inrevés en un pot de pel·lícula buit. Totes les capes són sensibles a la llum blava, de manera que normalment la capa blava està a sobre, seguida d'un filtre. En aquesta tècnica, la llum blava exposa les capes que contenen tints cian i magenta, però la capa que conté el groc es deixa sense exposar per l'efecte. El nom Redscale es deu al fet que això produeix un notable canvi de color a la fotografia final, la qual obté un intens to vermell a causa que la capa vermella sensible de la pel·lícula s'exposa en primer lloc, en lloc de al final.
Depenent de el tipus de pel·lícula utilitzada, els colors resultants poden variar de granat, a vermell, a taronja i a groc.

### Forats de pinyó
El forat de pinyó és un mètode que exposa l'ample complet d'una pel·lícula de 35mm, incloent els forats de pinyó a l'exposició (les perforacions originals al material del rodet). No solen estar exposats però el fet d'exposar els forats dels rodets permet processar gairebé un 40% més de cada imatge. A més, l'altre motiu de pes que porta als fotògrafs a utilitzar aquesta tècnica és que aporta a les seves fotografies una estètica analògica única i vívida.

## Exemples d'obres amb processos fotogràfics alternatius
- David Benjamin Sherry: American Monuments
- Virgil DiBiase: My husband won't tell me his first name
- Jamie Tuttle: Summer Plates
- Young man in bar
- Ervin A. Johnson: #InHonor: Monoliths
- Joanne Dugan: Multiples and Meditations
- Wendi Schneider: Evenings with the Moon
- Josephine Sacabo: Moments of Being and Structures of Reverie
- Frank Hamrick: It was there all along
- Bailey Russel: The States Project: Wyoming
- KINDRED: Lori Vrba, Tobia Makover, Dawn Surratt and Sal Taylor Kydd
- Photographers on Photographers: K.K. DePaul and Vicki Richardson Reed
- Kari Wehrs: Shot
- Martin Venezky: The New Machinery
- Tara Bogart: Mid Century
- The Center Awards: The Project launch Grant Honorable Mention: Moira McDonald
- The CENTER Awards: Project Development Grant Winner: Sama Alshaibi
- Al Brydon: Solargraphs
- Sara Silks: Leaving Terra Firma and Natsukashii
- Ross Sonnenberg: The Big Bang Pictures
- Paula Riff: Shibui and Blue is not the sky
- Edie Bresler: Based on a True Story
- Wendi Schneider: States of Grace
- Oliver Wasow: Friends, Enemies and Strangers
- Fritz Liedtke: The Astra Velum Artist Book
- Jacqueline Roberts: Nebula

## Exposicions
- Festival internacional de fotografia experimental EXP.20. Gener 2020, Barcelona.
- PhotoPlace, Alternative Process Gallery Exhibition.
- Alternative Photo Services gallery, Toronto.
- Los Angeles Visual Art Workshops gallery.
- Alternative process photography Arxivat 2019-12-09 a Wayback Machine. sales online gallery.